# Elezioni generali in Bolivia del 2019
Le elezioni generali in Bolivia del 2019 si tennero il 20 ottobre per l'elezione del Presidente e il rinnovo dell'Assemblea legislativa plurinazionale (Camera dei deputati e Senato).
Il presidente uscente Evo Morales non avrebbe potuto candidarsi per un terzo mandato consecutivo, in ragione del limite di due mandati previsto dalla Costituzione del 2009 (Morales, peraltro, ricopre ininterrottamente la carica di capo dello Stato dal 2005, essendo stato riconfermato nel 2009 e nel 2014). Nel 2016 aveva indetto un referendum popolare allo scopo di abolire tale limite, ma la proposta di modifica era stata bocciata col 51% dei voti; nel 2018, nondimeno, il Tribunal Supremo de Justicia aveva statuito che il divieto contemplato dalla Costituzione non avrebbe dovuto ritenersi operativo.
Le elezioni videro la vittoria al primo turno di Morales: poiché la differenza con Carlos Mesa, candidato risultato secondo per numero di voti, aveva superato il 10%, non si procedette al turno di ballottaggio.
Il voto dei boliviani all'estero si rivelò decisivo per la vittoria di Morales: sulla base dei dati relativi alla sola popolazione residente, infatti, la differenza tra i due candidati è stata pari al 9,33% (nella ripartizione esteri, Morales ha ottenuto il 60,33% contro il 26,75% di Mesa). 
L'esito elettorale fu contestato dalle opposizioni: si levarono così ampi movimenti di protesta, degenerati in duri scontri di piazza tra forze di polizia e manifestanti. Emblematico fu l'episodio che coinvolse Maria Patricia Arce Guzman, sindaco di Vinto ed esponente del partito di Morales, sequestrata e aggredita da un gruppo di oppositori.
Il 10 novembre, il generale dell'esercito Williams Kaliman Romero chiede a Morales di rinunciare al mandato; in serata il Presidente eletto annunciò le dimissioni e il 12 novembre lasciò il Paese.
Il 12 novembre si è insediò un governo provvisorio di destra guidato da Jeanine Áñez, fino alle nuove elezioni del 2020.

## Risultati
| Liste                                       | Candidati                 | Voti      | %     | Seggi  | Seggi  |
| Liste                                       | Candidati                 | Voti      | %     | Camera | Senato |
| ------------------------------------------- | ------------------------- | --------- | ----- | ------ | ------ |
| Movimento per il Socialismo                 | Evo Morales               | 2.889.359 | 47,08 | 68     | 21     |
| Comunidad Ciudadana                         | Carlos Mesa               | 2.240.920 | 36,51 | 50     | 14     |
| Partito Democratico Cristiano della Bolivia | Chi Hyun Chung            | 539.081   | 8,78  | 8      | -      |
| Movimento Democratico Sociale               | Óscar Ortiz Antelo        | 260.316   | 4,24  | 4      | 1      |
| Movimiento Tercer Sistema                   | Félix Patzi               | 76.827    | 1,25  | -      | -      |
| Movimento Nazionalista Rivoluzionario       | Virginio Lema             | 42.334    | 0,69  | -      | -      |
| Partido de Acción Nacional Boliviano        | Ruth Nina                 | 39.826    | 0,65  | -      | -      |
| Unidad Cívica Solidaridad                   | Víctor Hugo Cárdenas      | 25.283    | 0,41  | -      | -      |
| Frente Para La Victoria                     | Israel Franklin Rodríguez | 23.725    | 0,39  | -      | -      |
| Totale                                      | Totale                    | 6.137.671 | 100%  | 130    | 36     |